# Smordy
Smordy, Jezioro Jakuba – jezioro w Polsce, położone w województwie warmińsko-mazurskim, w powiecie ostródzkim, w granicach administracyjnych Ostródy. 

## Charakterystyka
Jezioro znajduje się na Równinie Olsztynka, w dorzeczu Drwęcy. 
Zbiornik o mało rozwiniętej linii brzegowej, mulistej ławicy przybrzeżnej i mulistym dnie, o maksymalnej szerokości nieprzekraczającej 200 m oraz długości do 1450 m. 
Od północy jezioro łączy się z krótkim ciekiem z Drwęckim a od południa z Morlinami. Brzegi jeziora przeważnie wysokie, łagodnie wzniesione, obrzeża na południowych krańcach płaskie. Część zachodnich brzegów porasta las, pozostałe brzegi zajmują łąki. Jezioro linowo-szczupakowe. Udostępnione jest tylko dla członków Towarzystwa Wędkarskiego.